# Südostbayerische Rundschau
Die Südostbayerische Rundschau ist eine Lokalzeitung und das aktuelle Printmedium für das Grenzland an der Salzach zwischen den Städten Tittmoning im Norden, Laufen im Zentrum, Freilassing/Ainring im Süden und das Gebiet rund um den Waginger See sowie den Markt Teisendorf. Die Zeitung ist Amtsblatt der Stadt und des Amtsgerichtes Laufen, der Stadt Tittmoning, sowie der Gemeinden Fridolfing, Kirchanschöring und Petting. Seit 2012 ist sie zu 100 Prozent im Besitz der Passauer Neuen Presse GmbH.
Mittwochs wird die Fernsehzeitschrift rtv beigelegt.
Der Sitz befindet sich in Trostberg.
Am 14. Mai 2013 starteten Südostbayerische Rundschau, Trostberger Tagblatt und Alt-Neuöttinger Anzeiger das Nachrichten-Portal für Südostbayern namens heimatzeitung.de.